# سالی کاربون
سالی کاربون (انگلیسی: Sally Carbon؛ زادهٔ ۱۴ آوریل ۱۹۶۷) بازیکن هاکی روی چمن اهل استرالیا بود.